# Homer Davenport

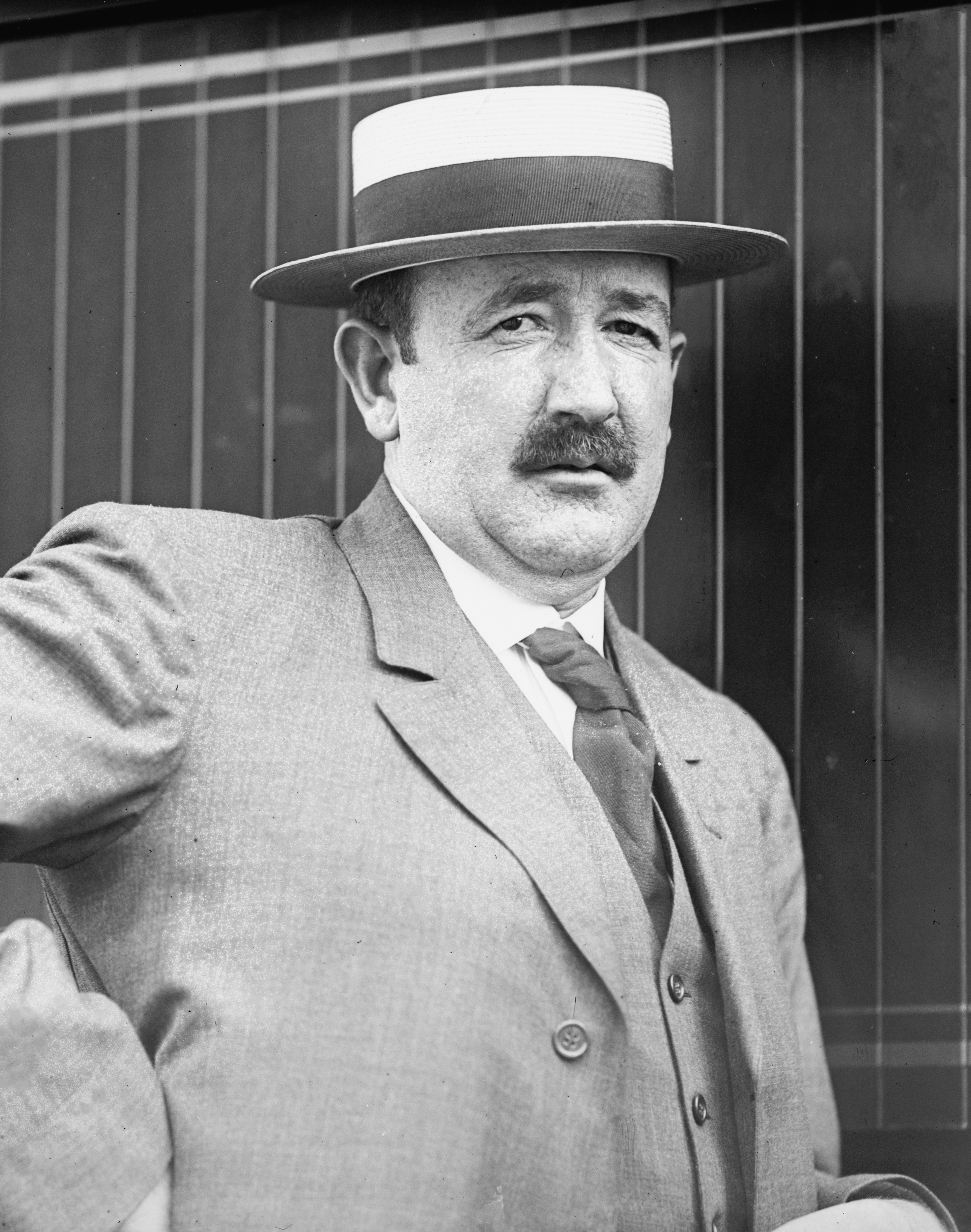
Homer Davenport 1907

Homer Calvin Davenport (* 8. März 1867 in den Waldo Hills bei Silverton, Oregon; † 2. Mai 1912) war ein US-amerikanischer Cartoonist.
Seine Zusammenarbeit mit William Randolph Hearst machte ihn zum einflussreichsten politischen Karikaturisten der USA in seiner Zeit. Seine Hauptfigur war Davvy. Davenport trug maßgeblich zur Wahl des Präsidentschaftskandidaten Theodore Roosevelt im Jahr 1904 bei.

## Leben

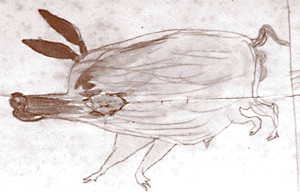
Kinderzeichnung Davenports

Homer Davenport war ein Sohn von Timothy Woodbridge Davenport und dessen Frau Florinda Willard Geer. Während ihrer Schwangerschaft begeisterte sie sich für die Karikaturen des Zeichners Thomas Nast in der Zeitschrift Harper’s Weekly. Unter dem Einfluss des Traktates How to Born a Genius von Russell Trall hielt sie eine bestimmte Diät ein und konzentrierte ihre Gedanken darauf, dass ihr Sohn später ein ebenso erfolgreicher Zeichner werden sollte. Kinderzeichnungen von Pferden und Schweinen, die Homer Davenport auf der Farm der Geers anfertigte, sind erhalten geblieben.
1870 brach in der Gemeinde eine Blatternepidemie aus. Sie traf auch die Familie Davenport. Homer Davenports Gesicht wurde durch die Krankheit entstellt, für seine Mutter endete die Krankheit tödlich. Sie hinterließ ihrem Mann eine Prophezeiung:

„You must take another wife, but … my prophecy … my dream … my little son will be a cartoonist. Give him every opportunity.“

Als Homer Davenport sieben Jahre alt war, zog sein Vater mit ihm nach Silverton. Selbst gut ausgebildet und vielseitig interessiert, hielt er Homer nur dazu an, Gesichter zu studieren und zu zeichnen. Das Buch The Country Boy, das im Jahr 1910 publiziert wurde, ist ein treffendes Bild dieser Lebensphase Davenports. Während dieses Buch jedoch wirklich im Handel erhältlich war, wenngleich es nicht gut vermarktet wurde, erwies sich der Titel The Belle of Silverton, and Other Oregon Stories (1888–1889), den Davenport später selbst in der Liste seiner Werke aufführte, als reine Erfindung. Das Buch existierte offenbar nie.
Als junger Mann nahm Homer Davenport Gelegenheitsarbeiten an. Er war Jockey in Salem und Clown in McMahons Zirkus, was vielleicht zur Weiterentwicklung der Figuren des republikanischen Elefanten und des Tammany-Tigers führte, die schon Thomas Nast erfunden hatte. Ein Versuch, an der Armstrong Business School in Portland, Oregon einen Abschluss zu erlangen, schlug fehl.

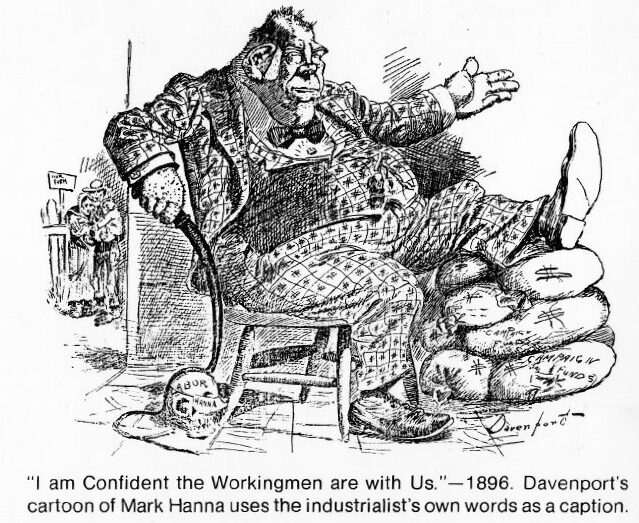
Karikatur Mark Hanna 1896 …

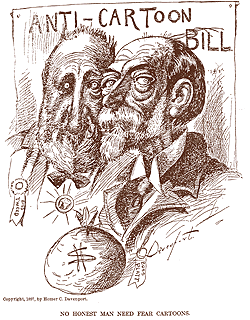
… und Anti-Cartoon Bill 1897

Längere Zeit arbeitete er bei der Eisenbahn. Aus dieser Phase stammt eine Wandzeichnung, die seinen Bullterrier Duffy zeigte. Davenport zeichnete dieses Hundeportrait an die Wand eines Güterabfertigungsgebäudes in West Stayton. Als dieses Gebäude in Flammen aufging, wurde das Bild durch die Feuerwehr gerettet.
Um 1890 zeichnete Homer Davenport das Dampfschiff Harvest Queen für The Oregonian, erhielt dafür aber keine Bezahlung. 1891 erhielt er vom Portland Sunday Mercury den Auftrag, einen Kampf zwischen Jack Dempsey und Bob Fitzsimmons in New Orleans zu zeichnen. Die 21 Bilder sind heute verloren.
1892 schickte sein Vater ihn nach San Francisco, um dort die Kunstschule zu besuchen. Einer seiner Verwandten gab ihm ein Empfehlungsschreiben, was dazu führte, dass er mit einem Wochenlohn von 2,50 Dollar für den San Francisco Examiner zu arbeiten begann. Das Blatt gehörte zu William Randolph Hearsts Imperium. Kurzfristig arbeitete Davenport auch für The Chronicle.
Im Auftrag des Chicago Daily Herald durfte Davenport dann 1893 die Weltausstellung in Chicago besuchen. Bald darauf heiratete er Daisy Moor und erhielt eine Anstellung mit einem Wochenlohn von 75 Dollar beim Chronicle. In diese Zeit fällt das Porträt von Sam Rainey, das die Titelseite des Examiners einnahm.
1895 wurde Davenport zusammen mit Arthur Brisbane nach New York City beordert. Die Verkaufszahlen des Evening Journal begannen zu steigen; Davenport war jetzt ein gefragter Zeichner und verdiente viel Geld. Zeitweise erreichte sein Einkommen eine Höhe von 25 000 Dollar im Jahr, was damals den Bezügen des Präsidenten der Vereinigten Staaten entsprach. Hearst nutzte Davenports Zeichnungen, um den Konkurrenten Joseph Pulitzer auszustechen. Bei den Opfern seiner spitzen Feder, Politikern wie Wirtschaftsführern, war Davenport freilich weniger beliebt: 1897 versuchte Senator Thomas Platt eine Anti-Cartoon Bill durchzusetzen, die verhindern sollte, dass jemand gegen seinen Willen und ohne vorherige Einsicht in den Cartoon öffentlich dargestellt wurde. Dies gelang ihm allerdings nicht und bildete für Davenport nur einen weiteren Anlass für eine kritische Zeichnung.

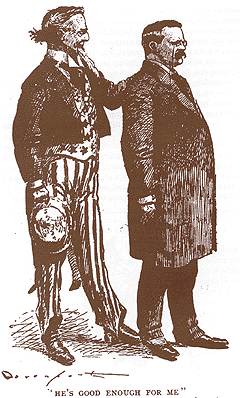
„He’s good enough for me.“

Schließlich versuchte Hearst für die Präsidentschaft zu kandidieren, hatte aber keinen Erfolg. In dieser Zeit lernte Davenport Theodore Roosevelt kennen. Tief beeindruckt von dessen Persönlichkeit, gab Davenport Mitte 1903 seine Arbeit für Hearst beim New York Journal auf und begann, für die republikanische Partei und ihren Präsidentschaftskandidaten zu arbeiten. Er erhielt dafür wöchentlich 1000 Dollar und schuf ein erfolgreiches Wahlplakat: Uncle Sam legt Roosevelt die Hand auf die Schulter und bestätigt: „He’s good enough for me.“

## Davenport als Pferdezüchter

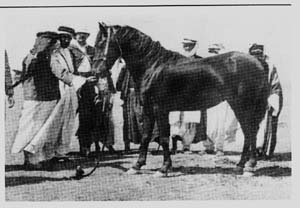
Der Hengst Haleb

Nach seiner Trennung von Hearst brachte Davenport seine Familie erst in East Orange, New Jersey unter, später auf dem Davenport Estate, einem Gestüt in Morris Plains. Davenport erhielt von Theodore Roosevelt nach dessen Wahl einen Empfehlungsbrief an den Sultan der Türkei. Auf diese Weise kam er zu der Erlaubnis, arabische Pferde aus ihrer Ursprungsgegend in die USA zu transportieren. Davenport, der auch zahlreiche andere Tiere hielt, war schon von Kindheit an von diesen Pferden fasziniert. Sein Vater hatte ihm Geschichten über die Beduinen erzählt. Später sah er auf der Weltausstellung in Chicago mehrere Araber. Nachdem er erfahren hatte, dass diese Tiere nach der Ausstellung verkauft worden waren, machte er sich auf die Suche nach ihnen und kaufte Peter Bradley eines davon ab. 1904 importierte er einen arabischen Hengst aus Großbritannien und 1906 unternahm er seine Reise zu den Anazeh-Beduinen, von der er 27 reinblütige Araber sowie umfangreiches Bildmaterial zurückbrachte. Seine Gestütsfarm wurde luxuriös ausgestattet und von Stars seiner Zeit besucht, darunter Buffalo Bill, Lillian Russell und John L. Sullivan. Die Araber, die er hier hielt, lieferten wichtiges Blut für die amerikanische Vollblutzucht. Der Hengst Haleb gewann 1907 den Morgan Cup. 1909 wurde das von Davenport sehr geliebte Tier vermutlich vergiftet.

## Eheprobleme und Tod
Die Ehe Davenports mit seiner Frau Daisy verlief unglücklich und 1909 erlitt er eine Nervenkrise. Albert Goodwill Spalding wies ihm den Weg nach San Diego, wo er wieder zur Ruhe kommen sollte. Die Theosophin Catherine Tingley unterstützte ihn dabei, und in einem dreiseitigen Artikel in der San Diego Sun vom 3. Februar 1910 schrieb er sich seine Last von der Seele. An die Stelle seiner Frau Daisy trat eine Geliebte namens Zadah. Im gleichen Jahr publizierte er den Country Boy. Daraufhin erhielt er ein Telegramm von Hearst: Dear Davvy: Come home. Hearst.
Einer seiner ersten Aufträge, nachdem er wieder für Hearst zu arbeiten begonnen hatte, war ein Bild über den Untergang der Titanic. Davenport stellte eine riesige Hand dar, die das Schiff unter Wasser zog.
Nachdem Davenport 1911 seinen Vater verloren hatte, in den Scheidungskrieg verwickelt war und, statt sich darauf zu konzentrieren, den Auftrag Hearsts erfüllen musste, erlitt er einen Nervenzusammenbruch. Zur Rekonvaleszenz begab er sich ins Heim einer Mrs. Cochran, in spiritistischen Kreisen als Assonath Neypa bekannt. Dort starb er im Alter von 45 Jahren an Lungenentzündung.
Davenport wurde neben seinem Vater in Silverton beigesetzt. Sein Grabstein trägt auf der Vorderseite die Inschrift Erected by his friends to the Memory of Oregon’s world-renowned Cartoonist. Auf der Rückseite ist ein Bild zu sehen, das Davenport anlässlich des Todes seines Vaters zeichnete. Es zeigt einen Mann im Wagen eines Engels, der auf Silverton zurückblickt.

## Film und Festival
Schon im Jahr 1900 wurde ein Film über Davenport gedreht. Er trägt den Titel Homer Davenport, the Cartoonist. Jeden August wird zu Ehren Davenports ein Festival namens Homer Davenport Days in Silverton veranstaltet.

## Werke
- Cartoons, 1898
- The Dollar or the Man, 1900
- My Quest of the Arabian Horse, B.W. Dodge & Company, New York, 1909
- The Country Boy, G.W. Dillingham Company, New York, 1910